# Мері Блек
Мері Блек (англ. Mhairi Black; нар. 12 вересня 1994, Пейслі, Ренфрюшир, Шотландія) — британська політична діячка, член Палати громад (з 2015 року).

## Життєпис
Мері Блек — дочка багаторічного прихильника Лейбористської партії, колишнього вчителя Алана Блека. За власним твердженням Мері, вона вступила до Шотландської національної партії, побачивши «рівень бідності та несправедливості, що переважає у нашому суспільстві», і згадавши визначення поняття «соціальна справедливість» з властивого тільки Шотландії універсального шкільного курсу modern studies. У 2014 році залишила підробіток у Pizza Mario й активно включилася у політичну діяльність при підготовці референдуму про незалежність Шотландії. Бувши студенткою четвертого курсу Університету Глазго, Мері Блек 7 травня 2015 здобула перемогу на загальнонаціональних парламентських виборах виборчому окрузі Пейслі і Ренфрюшир Саут над видним лейбористом Дугласом Александером, отримавши 23 548 голосів проти 17 854 голосів у її супротивника.
У свої 20 років Мері вважається наймолодшим депутатом в історії британського парламенту з 1667 року, коли Крістофер Монк був обраний у віці 13 років.
У виборчій кампанії дочки брав участь батько. Перемога дівчини тим більше примітна, що лейбористи безперервно представляли цей округ у Палаті громад останні 70 років.
Твердження про рекордно юний вік Мері, однак, спростовуються даними спеціалізованого сайту з історії британського парламенту, згідно з якими у період до 1832 депутати, які не досягли мінімально допустимого віку, рідко виключалися з-поміж парламентаріїв. Зокрема, у 1806 році 18-річний Роберт Джоселін був обраний до Палати громад і зберіг своє крісло.

## Особисте життя
Мері — прихильниця футбольного клубу Партік Тісл, грає на гітарі. В інтерв'ю BBC після виборів з посмішкою відповіла на запитання про улюблену пісню — The Times They Are A-Changing! Боба Ділана.